# 天津市人民代表大会常务委员会
天津市人民代表大会常务委员会是天津市人民代表大会的常设机构，於1979年12月29日根據第五届全国人民代表大会第二次会议所通过的《中华人民共和国地方各级人民代表大会和地方各级人民政府组织法》而成立，此前天津市革命委员会行使天津市地方国家权力机关的常设机关和执行机关的双重职能。

## 历史沿革
中华人民共和国1954年宪法及地方组织法，未设置一级行政区人民代表大会的常设机关。
1979年7月1日，第五届全国人民代表大会第二次会议通过《关于修正中华人民共和国宪法若干规定的决议》，其中规定：“县和县以上地方各级人民代表大会设立常务委员会，它是本级人民代表大会的常设机关。”
1980年6月23日至30日，召开天津市第九届人民代表大会第一次会议，选举产生常务委员会。1980年7月7日，天津市第九届人民代表大会常务委员会举行第一次会议，确定人大常委会的机构设置。

## 职权
依据《中华人民共和国宪法》第三章第五节和《中华人民共和国各级人民代表大会和地方各级人民政府组织法》第三章第四十四条规定，天津市人民代表大会常务委员会依法行使下列职权：
1. 在天津市，保证宪法、法律、行政法规和全国人民代表大会及其常务委员会决议的遵守和执行；
2. 领导或者主持天津市人民代表大会代表的选举；
3. 召集天津市人民代表大会会议；
4. 讨论、决定天津市的政治、经济、教育、科学、文化、卫生、环境和资源保护、民政、民族等工作的重大事项；
5. 根据天津市人民政府的建议，决定对本行政区域内的国民经济和社会发展计划、预算的部分变更；
6. 监督天津市人民政府、天津市高级人民法院和天津市人民检察院的工作，联系天津市人民代表大会代表，受理人民群众对上述机关和国家工作人员的申诉和意见；
7. 撤销下一级人民代表大会及其常务委员会的不适当的决议；
8. 撤销天津市人民政府的不适当的决定和命令；
9. 在天津市人民代表大会闭会期间，决定天津市副市长的个别任免；在天津市市长和天津市高级人民法院院长、天津市人民检察院检察长因故不能担任职务的时候，从天津市人民政府、天津市高级人民法院、天津市人民检察院副职领导人员中决定代理的人选；决定代理检察长，须报最高人民检察院和全国人民代表大会常务委员会备案；
10. 根据天津市市长的提名，决定天津市人民政府秘书长、厅长、局长、委员会主任的任免，报中央人民政府备案；
11. 按照人民法院组织法和人民检察院组织法的规定，任免天津市高级人民法院副院长、庭长、副庭长、审判委员会委员、审判员，任免天津市人民检察院副检察长、检察委员会委员、检察员，批准任免下一级人民检察院检察长；根据主任会议的提名，决定在天津市市内设立的中级人民法院院长的任免，根据天津市人民检察院检察长的提名，决定人民检察院分院检察长的任免；
12. 在天津市人民代表大会闭会期间，决定撤销个别副市长的职务；决定撤销由它任命的天津市人民政府其他组成人员和天津市高级人民法院副院长、庭长、副庭长、审判委员会委员、审判员，天津市人民检察院副检察长、检察委员会委员、检察员，中级人民法院院长，人民检察院分院检察长的职务；
13. 在天津市人民代表大会闭会期间，补选上一级人民代表大会出缺的代表和罢免个别代表；
14. 决定授予地方的荣誉称号。

## 机构设置
天津市第十七届人民代表大会常务委员会设有以下机构：
- 办公厅
- 研究室
- 代表工作室
- 人事任免工作室
- 法制工作委员会
- 内务司法办公室
- 财经预算工作委员会
- 教育科学文化卫生办公室
- 城乡建设环境保护办公室
- 农业与农村办公室
- 民族宗教侨务办公室
- 信访办公室
- 社会建设办公室
- 机关党委办公室

## 工作

### 办公场所
天津市人民代表大会常务委员会在天津市解放北路201号。

## 历任主任
| 届 次          | 姓 名  | 籍 贯    | 任职时间                     | 備 註            |
| 第九届         | 阎达开 | 河北乐亭 | 1980年6月30日－1983年4月9日  | 1997年2月8日逝世 |
| 第十届         | 张再旺 | 江苏南京 | 1983年4月9日－1988年5月22日  |                  |
| 第十一届       | 吴 振  | 河北阜平 | 1988年5月22日－1993年6月19日 |                  |
| 第十二届       | 聂璧初 | 湖南桃源 | 1993年6月19日－1998年5月30日 |                  |
| 第十三届       | 张立昌 | 河北南皮 | 1998年5月30日－2003年1月24日 |                  |
| 第十四届       | 房凤友 | 天津武清 | 2003年1月24日－2006年1月19日 | [ 4 ]            |
| 第十五届       | 刘胜玉 | 山东荣成 | 2006年1月20日－2011年1月19日 | [ 5 ]            |
| 第十五－十六届 | 肖怀远 | 陕西西安 | 2011年1月20日－2018年1月28日 |                  |
| 第十七届       | 段春华 | 河北容城 | 2018年1月28日－2023年1月15日 |                  |
| 第十八届       | 喻云林 | 湖南安乡 | 2023年1月15日－              |                  |

## 历届组成人员

### 第九届
- 任期：1980年6月－1983年4月
- 主任：阎达开
- 副主任：王一夫（1980年11月调离）、刘刚、王恩惠、王培仁、许明、李华生、杨坚白、范权、周叔弢、曹西康、路达
- 秘书长：

### 第十届
- 任期：1983年4月－1988年5月
- 主任：张再旺
- 副主任：白桦、李中垣（1987年辞任）、周叔弢、赵钧、路达（1985年辞任）、许明、杨坚白、范权、韩天耀、吴震（1985年辞任）、虞福京、石坚、刘曾坤（1985年10月补选）
- 秘书长：

### 第十一届
- 任期：1988年5月－1993年6月
- 主任：吴振
- 副主任：李原、刘曾坤、杨坚白、范权、韩天耀、虞福京、石坚、朱文榘、白化岭、潘义清、黄其兴（1991年4月补选）
- 秘书长：李森荣

### 第十二届
- 任期：1993年6月－1998年5月
- 主任：聂璧初
- 副主任：鲁学政、潘义清、朱文榘、王成怀、钱其璈、黄其兴、陈荣悌、刘文藩、张毓环、苏宝琮
- 秘书长：刘惠根

### 第十三届
- 任期：1998年5月－2003年1月
- 主任：张立昌
- 副主任：罗远鹏、潘义清、李振东、朱文榘、王鸿江、黄其兴、张毓环、庄公惠、卢金发、邢军（2002年4月增选）、陈洪江（2002年4月增选）
- 秘书长：高少安

### 第十四届
- 任期：2003年1月－2008年1月
- 主任：房凤友（2006年1月19日辞任） → 刘胜玉（2006年1月20日补选）
- 副主任：邢军、王德惠、俞海潮、王述祖、梁肃（2006年1月辞任）、陈洪江、左明、张元龙、孙海麟（2007年2月补选）
- 秘书长：乔富源

### 第十五届
- 任期：2008年1月－2013年1月
- 主任：刘胜玉
- 副主任：孙海麟（2010年1月辞任）、左明（2011年1月辞任）、张元龙、邢明军、李亚力、李润兰、王宝弟（2010年1月补选）、李泉山（2011年1月补选）、史莲喜（2012年1月增选）、苟利军（2012年1月增选）
- 秘书长：王世新

### 第十六届
- 任期：2013年1月－2018年1月
- 主任：肖怀远
- 副主任：苟利军（2017年1月辞任）、散襄军（2014年1月当选[6]）、崔津渡（2015年1月当选[7]）、张俊芳、李亚力（2017年1月辞任）、王宝弟（2017年1月辞任[8]）、李泉山（2016年1月辞任[9]）、张俊滨、杨福刚（2017年1月当选）、梁宝明（2017年1月当选[10]）
- 秘书长：杨福刚

### 第十七届
- 任期：2018年1月－2023年1月
- 主任：段春华
- 副主任：于世平（2021年1月辞任[11]）、陈永川（2021年1月辞任[11]）、杨福刚（2021年1月辞任[11]）、梁宝明、王小宁、李虹、陈浙闽（2021年1月当选[12]）、张庆恩（2021年1月当选[12]）、马延和（2021年1月当选[12]）、马顺清（2022年2月当选[13]）、喻云林（2022年2月当选[13]）、赵飞（2022年2月当选[13]）
- 秘书长：贾凤山

### 第十八届
- 任期：2023年1月－
- 主任：喻云林
- 副主任：马顺清（回族）、赵飞、李虹（女）、张庆恩、马延和、殷向杰、陈辐宽（2025年1月当选)
- 秘书长：李清（女）